# Баммат, Наджмуддин
Наджмуддин Баммат (фр. Najm oud-Dine Bammate, пушту نجم الدین بمات‎, кум. Нажмуддин Баммат Гьайдарны уланы, Nacmuddin Bammat Haydarnı ulanı, 8 декабря 1922 — 15 января 1985) — франко-афганский интеллектуал кумыкского происхождения, писатель, лингвист и исламовед.

## Биография
Наджмуддин Баммат родился 8 декабря 1922 года в Париже, в семье Хайдара Баммата, в 1918—1920 бывшего министром иностранных дел Республики Союза народов Северного Кавказа, затем проживавшего в эмиграции во Франции. Отец, Хайдар Баммат — кумык, мать — чеченка Зейнаб, племянница первого премьер-министра Республики и друга Хайдара — Абдул-Меджида Чермоева. Наджмуддином назван в честь своего дедушки.

### Влияние отца
Отец Наджмуддина был выпускником юридического факультета Санкт-Петербургского Университета, эмигрировал в Париж в начале 1920-х годов, после захвата власти на Северном Кавказе большевиками. Хайдар был увлечен историей ислама и его ролью в современной цивилизации. Благодаря своим привилегированным связям с афганской монархией Хайдар Баммат получил гражданство страны в 1922 году и стал послом Афганистана в Париже и Берне. Он также являлся автором нескольких публикаций под псевдонимом Жорж Ривуар, в том числе короткого труда «Вклад мусульман в цивилизацию», и фундаментального исследования «Лики ислама» (фр. Visages de l'islam), выпущенного в свет в 1947 году, в котором Наджмуддин написал главу об искусстве.

### Образование
Под влиянием работ отца Наджмуддин Баммат продолжил обучение римскому праву в Лозанне, где он защитил диссертацию на тему «Происхождение и природа наследия Синенди Модо», обучался на курсах Луи Массиньона в Париже, изучал мусульманское богословие в египетском аль-Азхаре, социальные науки в Кембридже и Париже (Cambrigde Trinity College, Institut des Langues Orientales, Ecole des Hautes Etuds). Будучи всесторонне развитым, он владел несколькими языками. Во время своего пребывания в Каире он встречался с Рене Геноном, который подарил отцу Наджмуддина свою работу «Символизм креста», которое оказало на Наджмуддина большое влияние.

### Деятельность
В 1947 году был назначен делегатом Афганистана в ООН и стал членом ЮНЕСКО, где в 1958 году также был координатором проекта «Восток-Запад». Там Наджмуддин занимал несколько должностей до 1979 года, в результате став специальным советником заместителя генерального директора по культуре и коммуникациям.
К нему также обращались сторонники межрелигиозного диалога, он был участником многих международных межкультурных симпозиумов. В беседах со своим другом, Жаком Берком, Наджмуддин делился своими взглядами на необходимость примирения «подлинности и современности» в исламе. Он также был очень активен в организации бесед об исламе в молодёжных и культурных центрах Парижа и в религиозных домах в регионах.
В середине 1970-х годов являлся преподавателем исламоведения в Университете Париж-VII. С 1983 года, по просьбе Берка, Наджмуддин вёл программы об исламе на телевидении. Он записал несколько программ для France Culture в сотрудничестве с Евой де Витр-Мейерович, специалистом по Джалалуддину Руми и суфизму. В начале 1980-х годов Парижский университет VII присудил Наджмуддину звание профессора. Также вёл лекции в Сорбонне.

### Критика
Его вклад способствовал распространению возвышенной, открытой и утончённой концепции понимания ислама. Как пишет Жан д’Ормессон в предисловии к публикации некоторых лекций Баммата:
«Он был ослепителен. Каждый, кто хоть раз встречался с ним, был очарован его знаниями и талантом. Его дискурс, наполненный духовностью, обращен к универсальному, выходящему за конфессиональные или политические рамки. Его видение ислама было основано на внутренней истине, опора и точка равновесия которой соответствовали, кроме того, понятию духовной тайны (сирр), которая, по его мнению, мусульманская цивилизация проявляла во внешней проекции на этический и эстетический, а также и на технический уровень. Отсюда, по его словам, возможности, которые ислам имел в адаптации к современным реалиям».
Наджмуддин Баммат умер 15 января 1985 года в парижском метро. Похоронен на мусульманском кладбище Бобиньи, там же, где отец и мать.

## Семья
Детей Наджмуддин после себя не оставил.
Брат Наджмуддина, Тимур (Темирбулат, назван в честь дяди Темирбулата Бамматова), являлся французским авиаконструктором, руководителем группы инженеров в Sud Aviation (затем Aérospatiale), разработававшей модели Airbus A300 и Concorde. Команда Тимура (известная под внутренним названием «команда пиратов») занималась разработкой целой линейки ключевых французских и совместных европейских летательных аппаратов, как гражданских, так и военных.

## Работы
В Стамбуле в 1990 году создан архивный раздел «Bammate Collection», где хранятся работы и материалы, связанные как с отцом Хайдаром, так и сыном Наджмуддином.

### Автор
- «Происхождение и характер наследния „sinendi modo“», Лозанна, Librairie de droit F. Roth & Cie, 1947.
- «Ислам и государство», Париж, 1956.
- «Ислам в Кот-д’Ивуаре и ивуарийские паломники», Ибрагим Хайдара; под руководством Наджмуддина Баммата, 1985 г.
- «И сама птица расправив крылья…», пред. Дениз Баррат, 1985.
- «Города ислама», Париж, Арто, 1987.
- «Ислам и Запад: диалоги», пред. Жан д’Ормессон; К. Дестремо, 2000.

### Соавтор и предисловия
- «Восток в зеркале, Ролан и Сабрина Мишо»; Презентация Наджмуддина Баммата / 1-е изд. мягкая обложка / Париж: Hachette, коп. 1983.
- «Мекка и Медина сегодня», Хамза Кайди; в сотрудничестве с Наджмуддином Бамматом и Эль Хашеми Тиджани, Париж: Éditions JA, 1980.

### Рецензент
- «Le Corps dans la „civilisation traditionnelle“ du Maghreb», Malek Chebel; sous la dir. de Bammate / Paris, 1982.
- «Религиозное и семейное право и обычаи мусульманского мира», Моник Шалуа Гилберт / [Sl]: [SN], 1980.
- «Ссылки на Коран и хадисы в работе Ибн Халдуна: исследование использования им библейских источников», Эль-Рифаи Камель, 1979.
- «Социокультурные реалии жизни в народных стихах Ирана: исследование народных стихов Систана», Исса Никукар; под руководством Наджмуддина Баммата, 1979.
- «Концепция разума и сердца в Коране и мусульманской традиции, Али Эль-Джузу»; под руководством Наджмуддина Баммата, 1978 г.